# Sint-Jan en Niklaaskerk
De Sint-Jan en Niklaaskerk (Frans: Église Saints-Jean-et-Nicolas) is een rooms-katholiek kerkgebouw te Schaarbeek, gelegen aan Brabantstraat 75.
De kerk is gewijd aan Johannes de Doper en Nicolaas van Bari, de twee patroonheiligen van Jean-Nicolas Nevreaumont, een projectontwikkelaar die de wijk Laag-Schaarbeek, waarin de kerk gelegen is, met zeer veel winst heeft doen bouwen.

## Gebouw
Het gebouw, ontworpen door Pierre-Jean Peeters, werd gebouwd in 1847-50. Het werd uitgevoerd in neo-Italiaanse renaissancestijl, heeft een streng symmetrische voorgevel met blinde nissen, en een vierkante klokkentoren die zich boven de ingangspartij bevindt. De geplande bekroning is nooit gerealiseerd.

## Interieur
Willem Geefs maakte omstreeks 1850 het marmeren hoofdaltaar, de eiken preekstoel en de communiebank, evenals enkele standbeelden. Belangrijke schilderijen zijn een Aanbidding der Wijzen (16e eeuw) en een Jezus in de Olijfhof (2e helft 17e eeuw). Het orgel, uit 1885, werd vervaardigd door Pierre Schyven.

## Opmerking
In dit kerkgebouw vinden regelmatig diensten plaats in de Slavische ritus.

## Hongerstaking
Op 22 maart 1974 begonnen twee Tunesiërs met de steun van de pastoor een hongerstaking in de kerk. Ze eisten een grootschalige regularisatie van migranten zonder verblijfsdocumenten en een veralgemeende toekenning van de arbeidskaart A. Op 1 april viel de politie binnen en maakte een einde aan de actie.

## Galerij

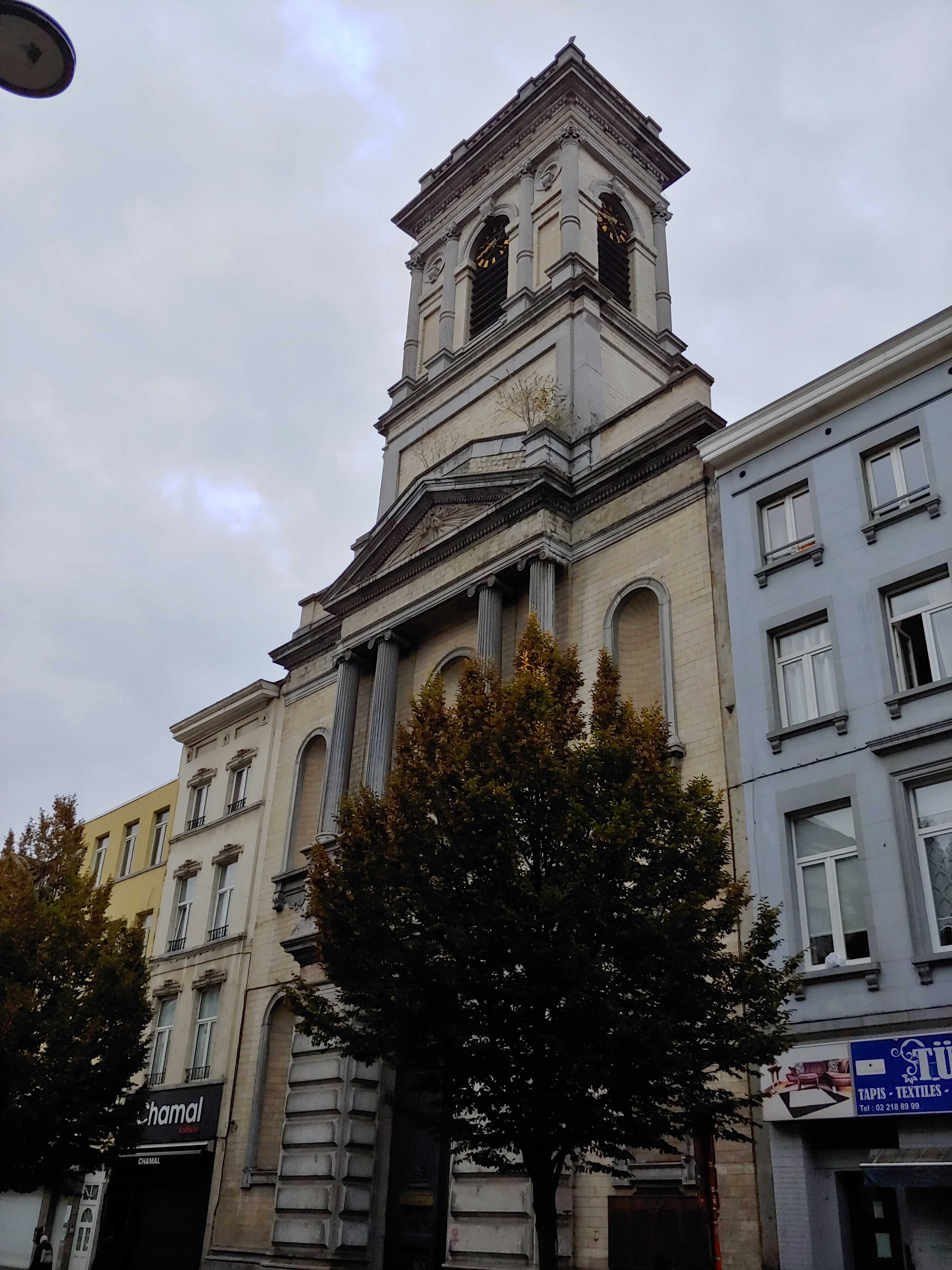
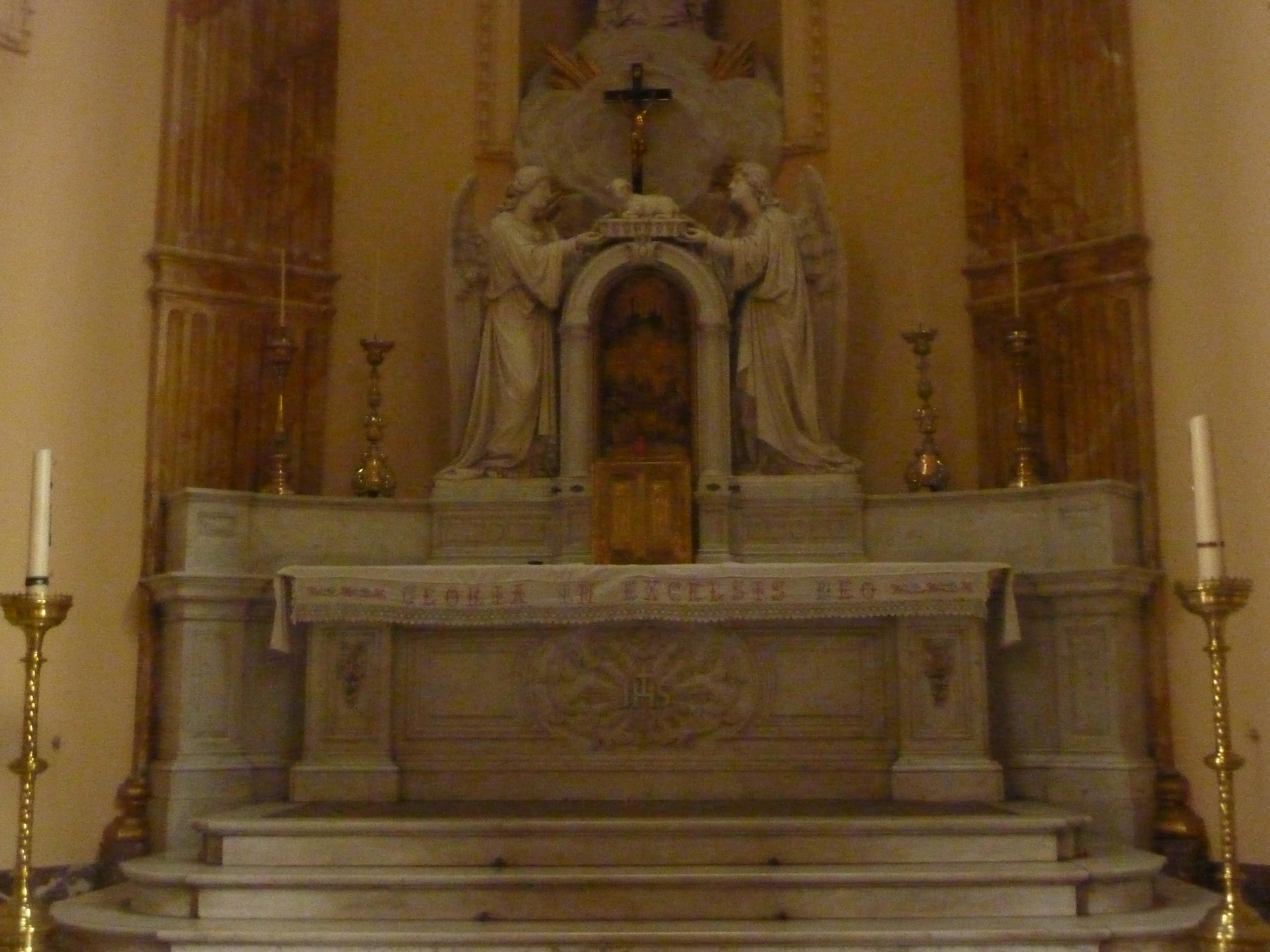
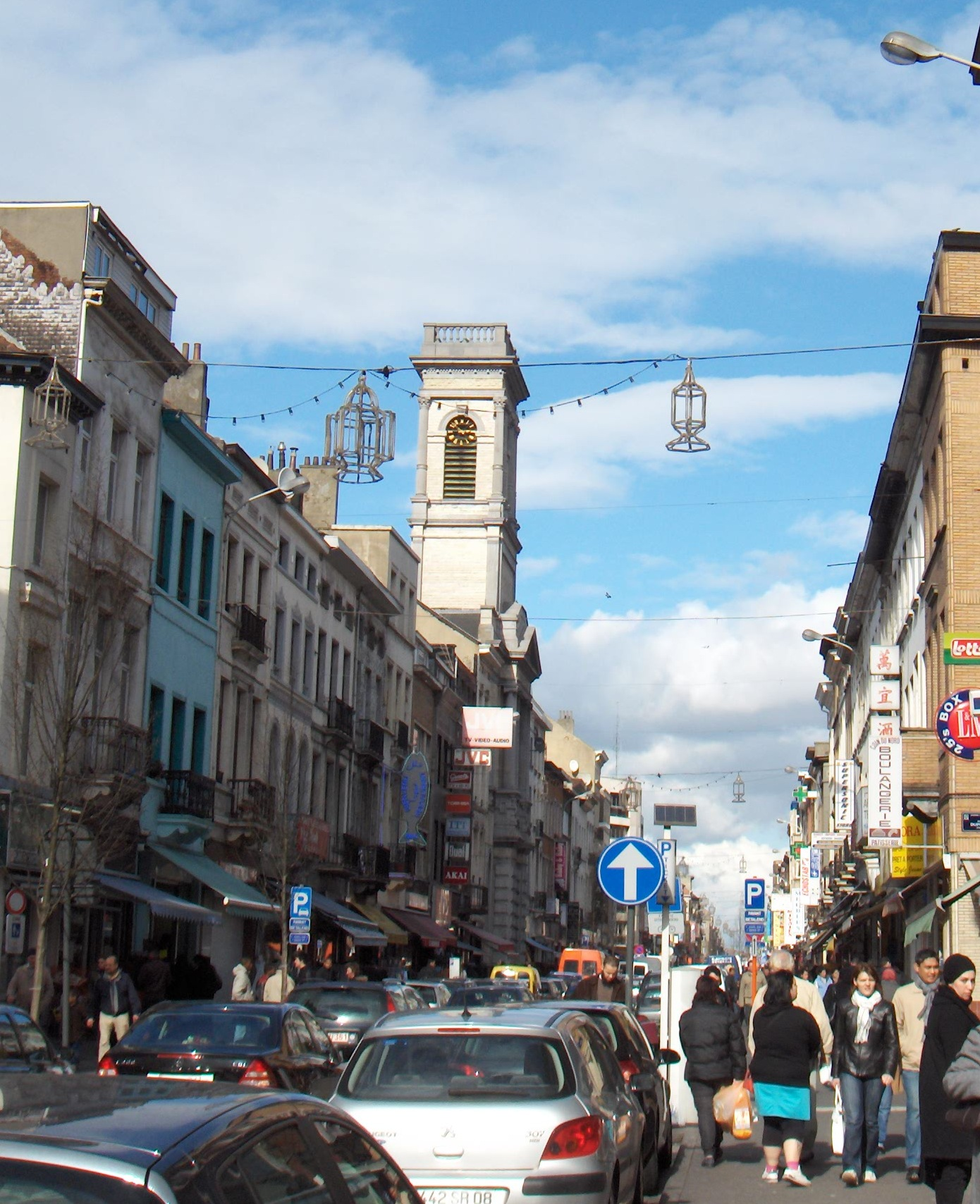